# Gavril Zouïev
Pour les articles homonymes, voir Zouïev.
Gavril Prokofievitch Zouïev (en russe : Гаврил Прокофьевич Зуев) est un aviateur soviétique, né le 17 avril 1907 et décédé le 4 mars 1974. Pilote de chasse et as de la Seconde Guerre mondiale, il fut distingué par le titre de Héros de l'Union soviétique.

## Carrière
Gavril Zouïev est né le 17 avril 1907 à Sassykoli, dans l'actuelle oblast d'Astrakhan. Il s'engagea dans l'armée en 1930 et fut breveté pilote au collège militaire de l'Air d'Engels en 1932. Après plusieurs années de service armé, il quitta l'Armée rouge pour prendre la direction de l'aéroclub civil d’Astrakhan.
Rappelé en juin 1942 et après avoir suivi un stage de chef de Zveno (section aérienne), il fut muté, en octobre suivant, au 427e régiment de chasse aérienne (427.IAP), où il fut nommé capitaine (kapitan) et adjoint au chef d'escadrille. Dès ses débuts au combat il accumula les succès. Dès mars 1943, il avait déjà abattu 8 appareils ennemis au cours de 46 missions. Après avoir servi ainsi dans la 3e armée de l'Air du front de Kalinine, il rejoignit à l'automne 1944 les rangs du 8e régiment de la Garde (8.GuIAP) au sein du troisième front biélorusse, combattant en Prusse-Orientale. C'est dans ce régiment qu'il termina la guerre.
À l'issue de celle-ci, il demeura dans le service actif et prit sa retraite comme colonel (polkovnik) en 1957. Il vécut ensuite à Kaliningrad. Il est décédé le 4 mars 1974.

## Palmarès et décorations

### Tableau de chasse
Gavril Zouïev est crédité de 9 victoires homologuées.

### Décorations
- Héros de l'Union soviétique le 1er mai 1943 (médaille no 1018) ;
- Ordre de Lénine ;
- Ordre du Drapeau rouge ;
- Ordre de la Guerre Patriotique de 1re classe ;
- Deux fois décoré de l'Ordre de l'Étoile rouge.